# Religió de l'antiga Grècia

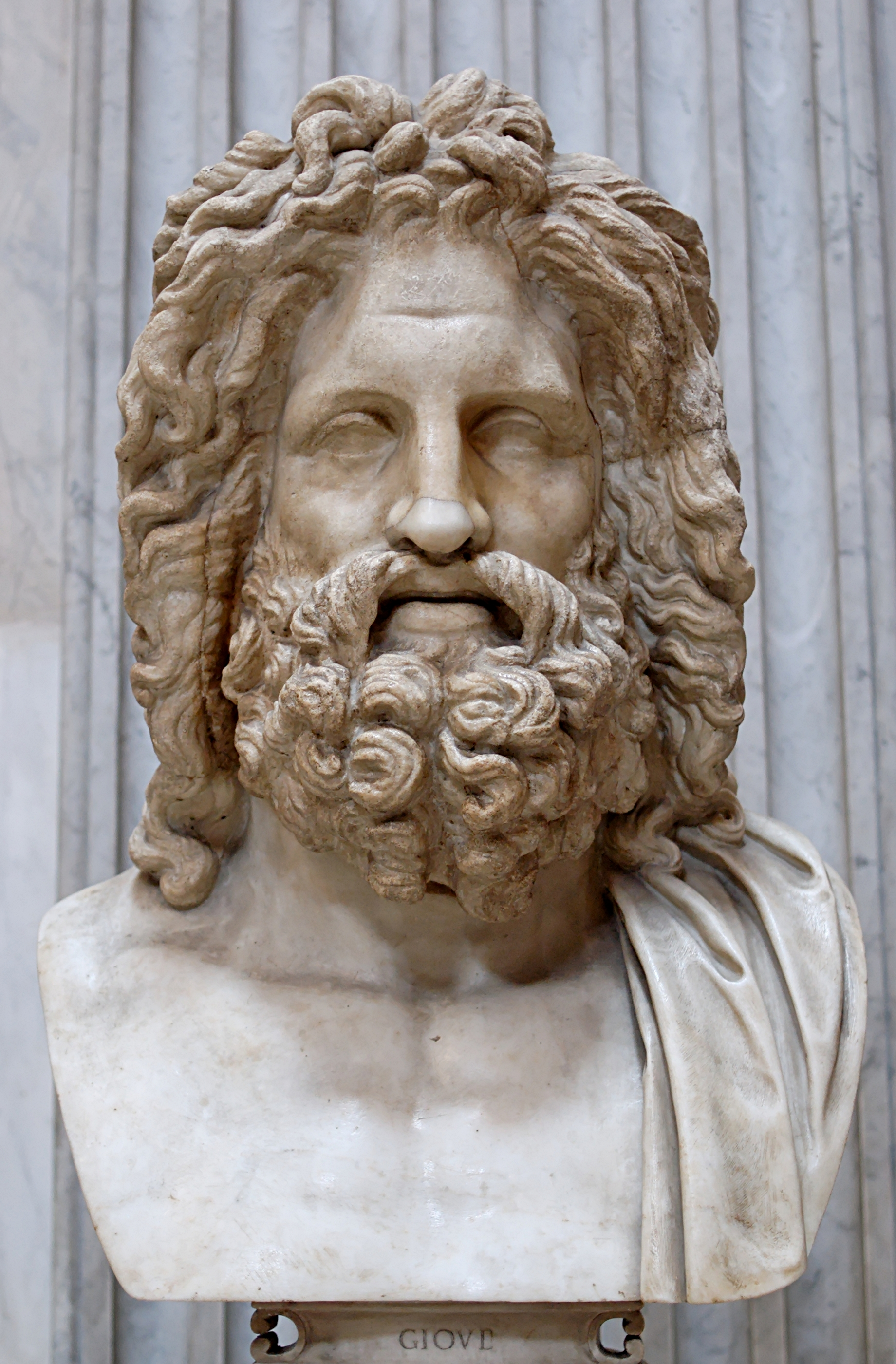
Zeus déu suprem de l'Olimp.

La Religió de l'antiga Grècia abasta la col·lecció de les creences i rituals practicats a l'antiga Grècia en la forma de pràctiques cultuals, homòlogues de la mitologia grega. Al món grec, la pràctica religiosa variava suficient com per poder parlar de religions gregues.
Les pràctiques culturals dels grecs hel·lens s'estenien més enllà de la Grècia continental, a les illes i les costes de Jònia (l'Àsia Menor), a la Magna Grècia (Sicília i Itàlia del sud), i a les colònies gregues disperses pel  Mediterrani occidental, com Marsella. Exemples grecs moderats són el culte i les creences etrusques i la religió romana.
Hi ha una creença entre els erudits que la primera religió grega va provenir o va estar molt influïda pel xamanisme de les estepes de l'Àsia central fins i tot la colònia grega d'Òlbia (a Escítia), a la riba nord de la mar Negra, i d'allà cap a Grècia.

## Introducció
La societat grega antiga era radicalment diferent de la nostra. La nostra paraula «religió» no existia en grec antic. Els conceptes que serveixen per descriure els fenòmens religiosos contemporanis no estan adaptats per a l'anàlisi del que era per als grecs el diví. A la religió de Grècia antiga, l'essencial de les creences i dels ritus es va estructurar en el moment en el qual va néixer, a l'època Arcaica (segles segle viii aC- segle VI aC), una forma d'organització política particular: la polis, que va tenir per consegüent el redescobriment i la difusió de l'escriptura (c. 800-700 aC).
A partir de l'època Arcaica, van aparèixer els caràcters dominants de la religió grega: un politeisme de noves divinitats, de déus antropomòrfics proveïts d'atributs (llamp, trident, arc i sagetes, ègides, etc.), gaudint de poders pletòrics, tenint sectors d'intervenció, modes d'accions pròpies, i dotades de mites. Però cada una d'aquestes divinitats no n'existeix més que pels llaços que les uneixen amb el sistema diví global.
Els grecs eren politeistes: rendien culte a diverses divinitats. Honraven principalment els déus (theoi) i els herois. Cadascun d'ells podia ser invocat sota diversos aspectes d'acord amb el lloc, del culte i de la funció que complia. Aquests déus dotats de poders sobrenaturals, sota el mateix nom, podien presentar una multiplicitat d'aspectes. Els epítets cultuals (les epiclesis), assenyalaven la seva naturalesa i el seu àmbit d'intervenció. Existia, per exemple, Zeus Kéraunos (tonant), Polieo (guardià de l'ordre polític, de la polis), Horkios (garant dels juraments i dels pactes), Ktesios (protector de la propietat), Herkeios (guardià del clos), Xenios (protector dels hostes i dels estrangers). Les altres figures del panteó grec seguien també aquest esquema.

## Cosmogonia
Per als grecs, els déus no eren a l'exterior del món, ells no havien creat l'univers ni als homes, però s'havien creat a ells mateixos. No havien existit sempre; no eren eterns, sense principi ni fi, sinó solament immortals (naixement sense mort). Aquesta immortalitat es traduïa en un estil de vida particular. S'alimentaven amb ambrosia –substància deliciosa, nou vegades més dolça que la mel–, de nèctar i del fum dels sacrificis religiosos de l'antiga Grècia. Per les seves venes no corria la sang, sinó un altre líquid: el ichor. Estaven sotmesos al destí i intervenien constantment en els assumptes humans. Nascuts uns dels altres i molt nombrosos, els déus formaven una família, una societat, fortament jerarquitzada.
El nom de la majoria de les divinitats apareix a les taules de la civilització micènica, després als textos d'Homer i d'Hesíode. El seu lloc i la seva funció estaven ja parcialment establerts. Sembla que el panteó grec estava ja constituït al segle viii aC. A la fi d'aquest segle, Hesíode, un poeta beoci, a la seva Teogonia, presenta una ordenació dels ritus i dels mites relatius al naixement del món diví. Redacta una història de la successió de les generacions divines que al terme dels múltiples conflictes per la sobirania desemboca en la col·locació dels déus de l'Olimp prop de la figura de Zeus.
Es tractava, en primer lloc, de fer néixer el món (kosmos) a partir de tres poders: Caos («el buit que ocupa un buit»), Gea (la Terra) i Eros («la renovació»), els qui van donar, cadascun, naixement a altres poders de manera independent. De la unió de Gea i d'Úranos van néixer els Titans –el més jove dels quals era Cronos–, els tres Ciclops i els tres Hecatonquirs. Dels fills de Gea i d'Urà que van engendrar poders divins, Cronos va castrar al seu pare, després va regnar amb Rea sobre els altres déus. Perquè cap dels seus fills fos rei, després de néixer se'ls va empassar. Nascut d'ell, Zeus va escapar a les seves intencions. Tan bon punt va créixer, va obligar a Cronos a vomitar als seus fills, el va destronar i el va incitar, amb la generació dels seus germans, els Olímpics, a un combat contra els Titans. En endavant, els déus es van organitzar essencialment al voltant de Zeus, sobirà de l'Olimp –del cel, de la regió etèria on viuen els déus–, qui va repartir el món amb els seus germans: a Hades, l'inframon i a Posidó, el mar. Va repartir entre els Olímpics tots els honors (timai) i va inaugurar un regnat de pau i de justícia.

## Els oracles

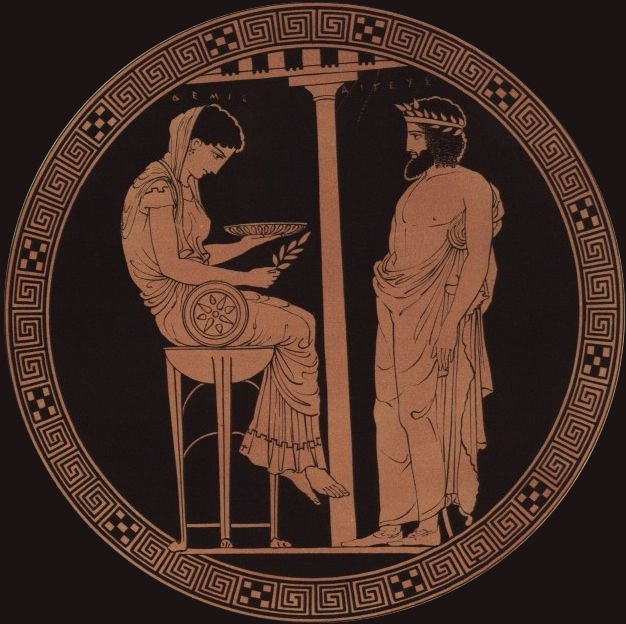
Egeu, mític rei d'Atenes, consultant la Pítia, l'Oracle dèlfic, que està asseguda en un trípode. La inscripció en la copa identifica la Pítia amb la deessa Temis. Tondo de kílix àtic de figures vermelles, del Pintor Codros, c. 440 aC- 430 aC, conservada a l'Altes Museum de Berlín (inv. 2538). Aquesta és l'única imatge contemporània de la Pítia.

Els oracles grecs constitueixen un aspecte fonamental de la religió i de la cultura gregues. L'oracle és la resposta donada per un déu al qual se li ha consultat una qüestió personal, concernent en general al futur. Aquests oracles no poden ser rebuts més que d'uns certs déus, en els llocs precisos, sobre subjectes determinats i amb respecte a uns ritus rigorosament respectats. El principal déu és Apol·lo, l'oracle del qual era a Delfos.
La seva existència cal considerar-la com a part de la necessitat dels homes de saber què els ofereix el futur i per fer les coses conforme als desitjos dels déus; els oracles eren per tant una revelació però alhora una sanció o autorització de la deïtat a un fet concret.

## Les fonts
La religió grega no existia com a tal. És necessari, per conèixer-la, recolzar-se a fonts, que són principalment d'ordre literari, epigràfic i arqueològic. Per molt riques i interessants que siguin, totes aquestes fonts no són realment pertinents més que considerades juntes.